# CTAN
CTAN (акроним за "Comprehensive TeX Archive Network") је аутаритативно место где се материјал и софтвер везан TeX-a могу наћи за преузимање. Складишта за друге пројекте, као што је MiKTeX дистрибуција TeX-a, константно одржавају копију већег дела CTAN сајта.
Перл архива, CPAN, заснивана је на CTAN моделу.

## Историја
Пре него што је направљен CTAN, било је више људи кои су омогућили јавни приступ разним ТеX материјалима, али у то време није било систематског прикупљања материјала. На EuroTeX конференцији која је одржана 1991. године, на подијуму за дискусију коју је организовао Јоаким Шрод, формирана је идеја о сједињавању засебних колекција на једном месту. (Јоаким Шрод је био заинтересован за ову тему, јер је био активан у ТеX заједници од 1983. године и водио је један од највећих ftp сервера у Немачкој у то време.)
CTAN је саграђен током 1992. године, од стране Рајнера Шефа и Јоакима Шрода у Немачкој, Себастијана Рахца у Уједињеном Краљевству, и Џорџа Гринваде у Сједињеним Америчким Државама. Данас постоје само три особе које одржавају архиве и ажурирају ТеX каталог: Петра Рибе-Пуглисе, Рајнер Шеф и Робин Фејрбернс. Структура сајта је састављена почетком 1992. године, када је Џорџ Гринваде урадио главни посао, а синхронизована је почетком 1993. године. За организацију овог задатка TeX корисничка група је обезбедила оквир — техничку радну групу. CTAN је званично најављен 1993. године на EuroTeX конференцији за новинаре у Астонском универзитету.
Енглески сајт је био стабилан од почетка, док су амерички и немачки сајтови три пута померани. Амерички сајт је прво био на Државном универзитету Сем Хјустона под надзором Џорџа Гринваде, да би 1995. године био померен на Универзитет у Масечусетсу Бостон, где га је водио Карл Бери. Током 1999. године сајт је поново померен и то у Колеџ Светог Михаила у Колчестеру, Вермонт. Тамо је саопштено да крајем јануара 2011. године, сајт иде ван мреже. Од јануара 2013. године, огледало је смештено у Универзитету у Јути (без чвора за отпремање).
Немачки сајт је прво био постављен на Универзитету у Хајделбергу, којим је управљао Рајнер; током 1999. године је пресељен на Универзитет у Мајнцу, којим је такође управљао Рајнер; током 2002. године сајтом управља Рајнхард Зирке на Универзитету у Хамбургу; коначно, током 2005. године, сајт је пресељен код комерцијалне хостинг компаније, јер је количина саобраћаја била превисока да би био спонзорисан од стране универзитета. Немачки сајт субвенционише ДАНТЕ.
Данас, главни CTAN чворови служе за преузимања више од 6 TB месечно, не рачунајући 94 мирор сајта широм света. Дана 31. децембра 2019. године CTAN је пријавио 5774 пакета за преузимање, које су креирали 2648 аутора.